# Junta de Puente Dei
Junta de Puente Dei es un antiguo municipio de Castilla la Vieja, también denominado Junta de Puentedey, código INE- 095197 situado en la comunidad autónoma de Castilla y León, provincia de Burgos (España).

## Localización
Está situada en la comarca de Merindades y las localidades que lo formaban dependen hoy del Ayuntamiento de Merindad de Valdeporres .

## Historia
Consta su presencia el 1 de febrero de 1747 a la Junta General, a sistiendo un Regidor General por el estado noble, al cual todos los regidores y procuradores de esta Junta pertenecían:

" ... Son escasas las referencias documentales acerca de esta Junta. Tan sólo encontramos noticias de la misma en la primera mitad del siglo XVIII. De todos modos al ser una junta con una representación territorial escasa, con tan sólo tres localidades y al estar incardinada en la Merindad de Valdeporres, pudo ser absorbida por ésta ya que no está demostrada su presencia en las Juntas Generales hasta 1747 y después de este año tampoco tenemos constancia de ello ."

Pertenecía al partido de Castilla la Vieja en Laredo. La jurisdicción de señorío ejercida por Don Antonio María de Porres quien nombraba su alcalde ordinario, residente en Puentedey.

## Evolución
A la caída del Antiguo Régimen se constituye en municipio, en el Partido de Villarcayo perteneciente a la región de  Castilla la Vieja, que en el censo de la matrícula catastral  contaba con 36 hogares y 105 vecinos.
Entre el censo de 1900 y el anterior, este municipio desaparece porque se integra en el municipio 09216 Merindad de Valdeporres.

## Demografía
| Gráfica de evolución demográfica de Junta de Puentedey entre 1842 y 1900 |
| |
| Población de derecho según los censos de población del INE. Población de hecho según los censos de población del INE.En este censo se denominaba Junta de Fuente Rey: 1842. Entre el censo de 1910 y el anterior, este municipio desaparece porque se integra en el municipio Merindad de Valdeporres. |

| 1842 |  | 1857 |  | 1860 |  | 1877 |  | 1887 |  | 1897 |  | 1900 |
| ---- |  | ---- |  | ---- |  | ---- |  | ---- |  | ---- |  | ---- |
| 105  |  | 474  |  | 485  |  | 497  |  | 533  |  | 517  |  | 507  |

## Lugares que comprendía
Su cabecera era la localidad de Puentedey  y estaba formado por 2 lugares más: Brizuela y Quintanabaldo